# Mary Cornwallis-West
Maria Adelaide Virginia Thomasina Eupatoria "Patsy" Cornwallis-West (nascida Mary FitzPatrick; 1858 — 21 de julho de 1920) foi uma amante do futuro Rei Eduardo VII.

## Biografia
Mary Cornwallis-West nasceu em uma família irlandesa de classe alta como a filha do Reverendo Frederick e Lady Olivia FitzPatrick, filha de Thomas Taylour, 2.º Marquês de Headfort. Sua mãe tentou em vão seduzir Alberto, Príncipe Consorte , e Cornwallis-West-se tornou-se amante de Eduardo, Príncipe de Gales (mais tarde rei Eduardo VII) aos 16 anos. O caso foi descoberto e ela casou com William Cornwallis-West em 1872.
Três crianças nasceram de Mary e William Cornwallis-West: uma filha chamada Daisy, em 1873, um filho chamado George no ano seguinte e, finalmente, Constance em 1878. Cornwallis-West tornou-se famosa por usar sua influência sobre o príncipe de Gales arranjar casamentos para seus filhos, principalmente o casamento de sua filha mais nova com o rico Hugh Grosvenor, 2.° Duque de Westminster.
Em 1915, ela começou um relacionamento com um soldado muito mais jovem, Patrick Barrett. Ela tentou ter o soldado promovido dentro do exército causou um escândalo. Ela ficou viúva em 1917 e morreu três anos mais tarde.

## Retrato
Ela foi retratada pela atriz Jennie Linden em 1978, baseado na vida de sua amiga Lillie Langtry, que era outra amante de Eduardo VII.